# Olympische Jugend-Sommerspiele 2010/Teilnehmer (Kuba)
| Gelbes Symbol für Goldmedaillen mit stilisierten Olympischen Ringen | Graues Symbol für Silbermedaillen mit stilisierten Olympischen Ringen | Braundes Symbol für Bronzemedaillen mit stilisierten Olympischen Ringen |
| ------------------------------------------------------------------- | --------------------------------------------------------------------- | ----------------------------------------------------------------------- |
| 9                                                                   | 3                                                                     | 2                                                                       |

Die Jugend-Olympiamannschaft aus Kuba für die I. Olympischen Jugend-Sommerspiele vom 14. bis 26. August 2010 in Singapur bestand aus 41 Athleten.

## Athleten nach Sportarten

### Boxen
Jungen
- Robeisy Ramírez
Bantamgewicht: Gold
- Irosvani Duverger
Halbschwergewicht: Gold
- Lenier Pero
Schwergewicht: Gold

### Fechten
Jungen
- Redys Hanners Prades
Florett Einzel: 11. Platz
Mixed: 7. Platz (im Team Amerika 2)

### Gewichtheben
Jungen
- Ediel Márquez
Leichtgewicht: Bronze

### Judo
Jungen
- Álex García
Klasse bis 100 kg: 5. Platz
Mixed: Gold  (im Team Essen)

### Kanu
Jungen
- Renier Mora
Kajak-Einer Sprint: 7. Platz
Kajak-Einer Slalom: 16. Platz
- Osvaldo Sacerio
Kajak-Einer Sprint: Gold 
Kajak-Einer Slalom: 9. Platz

### Leichtathletik
| Mädchen - Lisneidy Veitía 100 m: 11. Platz - Yaneisi Ribeaux 200 m: DNF - Dayrina Sotolongo 1000 m: 20. Platz - Marianne Fuentes Hammerwurf: 12. Platz - Lismania Muñoz Speerwurf: Silber | Jungen - Yordan O’Farrill 110 m Hürden: 5. Platz - Norge Sotomayor 400 m Hürden: Gold - Yunier Durán Weitsprung: 4. Platz - Radamés Fabar Dreisprung: Gold - Daniel Alejandro Cruz Hammerwurf: 7. Platz - Yandris Vázquez Speerwurf: 8. Platz |

### Moderner Fünfkampf
Mädchen
- Leydi Moya
Einzel: Gold 
Mixed: 16. Platz (mit Nathan Schrimsher  Vereinigte Staaten)

### Ringen
Jungen
- Yosvanys Peña
Griechisch-römisch bis 42 kg: Silber
- Johan Rodríguez
Griechisch-römisch bis 50 kg: 3. Platz (ohne Medaille)[1]
- Abraham Conyedo
Freistil bis 100 kg: Silber

### Rudern
Mädchen
- Aimee Hernández
Einer: 7. Platz

### Segeln
| Mädchen - Sanlay Castro Byte CII: 24. Platz | Jungen - Lester Luis Hernández Byte CII: 28. Platz |

### Taekwondo
| Mädchen - Yuleimi Abreu Klasse über 63 kg: Bronze | Jungen - José Cobas Klasse bis 55 kg: 5. Platz |

### Triathlon
Mädchen
- Leslie Amat
Einzel: 22. Platz
Mixed: 11. Platz (im Team Amerika 3)

### Turnen

#### Gymnastik
Jungen
- Ernesto Vila
Einzelmehrkampf: 7. Platz
Boden: Gold 
Barren: 7. Platz
Reck: 6. Platz

### Volleyball
Jungen
- Gold
- Wilfredo León
- Yonder García
- Alejandro González
- Juan Andrés León
- Dariel Albo
- Carlos Araújo
- Yulian Durán
- Alexis Lamadrid
- Yassel Perdomo
- Nelson Loyola

### Wasserspringen
Jungen
- Abel Ramírez
Kunstspringen: 5. Platz